# Campionati europei di nuoto 2004
La XXVIIª edizione dei campionati europei di nuoto è stata disputata a Madrid dal 5 al 16 maggio 2004. La Spagna ha ospitato la rassegna continentale per la terza volta.
Con l'introduzione del Combinato a squadre nel nuoto sincronizzato, il programma della manifestazione è salito a 58 gare.

Per la prima volta, l'Ucraina ha conquistato il maggior numero di medaglie d'oro, raggiungendo la testa del medagliere, tuttavia è stata superata da Russia ed Italia per numero di medaglie complessive.

## Medagliere
| Posizione | Paese       |    |    |    | Totale |
| --------- | ----------- | -- | -- | -- | ------ |
| 1         | Ucraina     | 11 | 3  | 6  | 20     |
| 2         | Russia      | 10 | 14 | 6  | 30     |
| 3         | Italia      | 8  | 5  | 12 | 25     |
| 4         | Germania    | 7  | 3  | 4  | 14     |
| 5         | Francia     | 6  | 8  | 4  | 18     |
| 6         | Spagna      | 3  | 6  | 4  | 13     |
| 7         | Austria     | 3  | 1  | 1  | 5      |
| 8         | Ungheria    | 2  | 1  | 3  | 6      |
| 9         | Svezia      | 2  | 1  | 2  | 5      |
| 10        | Romania     | 1  | 3  | 5  | 9      |
| 11        | Paesi Bassi | 1  | 3  | 2  | 6      |
| 12        | Finlandia   | 1  | 2  | 0  | 3      |
| 13        | Slovacchia  | 1  | 1  | 0  | 2      |
| 14        | Polonia     | 1  | 0  | 1  | 2      |
| 15        | Rep. Ceca   | 1  | 0  | 0  | 1      |
| 16        | Slovenia    | 0  | 3  | 2  | 5      |
| 17        | Bielorussia | 0  | 2  | 0  | 2      |
| 18        | Lituania    | 0  | 1  | 0  | 1      |
| 18        | Regno Unito | 0  | 1  | 0  | 1      |
| 20        | Bulgaria    | 0  | 0  | 2  | 2      |
| 20        | Danimarca   | 0  | 0  | 2  | 2      |
| 20        | Grecia      | 0  | 0  | 2  | 2      |
| 23        | Croazia     | 0  | 0  | 1  | 1      |
| Totale    | Totale      | 58 | 58 | 59 | 175    |

## Nuoto in acque libere

### Uomini
| Evento | Oro              | Perform.  | Argento            | Perform.  | Bronzo          | Perform.  |
| 5 km   | Fabio Venturini  | 51'41"4   | Alan Bircher       | 51'55"4   | Stefano Rubaudo | 52'11"8   |
| 10 km  | Evgenij Koškarov | 1h45'21"5 | Massimiliano Parla | 1h45'22"8 | Anton Sanačev   | 1h45'23"9 |
| 25 km  | Evgenij Koškarov | 4h18'00"5 | David Meca         | 4h18'00"5 | Petăr Stojčev   | 4h18'02"5 |

### Donne
| Evento | Oro           | Perform.  | Argento          | Perform.  | Bronzo           | Perform.  |
| 5 km   | Britta Kamrau | 59'11"3   | Stefanie Biller  | 59'14"4   | Xenia Lopez      | 59'16"3   |
| 10 km  | Britta Kamrau | 1h54'24"0 | Marta Nogues     | 1h54'25"6 | Angela Maurer    | 1h54'26"0 |
| 25 km  | Britta Kamrau | 4h39'11"0 | Natalija Pankina | 4h39'23"5 | Ivanka Moralieva | 4h41'21"2 |

## Nuoto

### Uomini
| Evento               | Oro                                                                               | Perform. | Argento                                                                | Perform. | Bronzo                                                               | Perform. |
| Stile libero         |                                                                                   |          |                                                                        |          |                                                                      |          |
| 50 m                 | Aleksandr Popov                                                                   | 22"32    | Stefan Nystrand                                                        | 22"42    | Lorenzo Vismara                                                      | 22"45    |
| 100 m                | Filippo Magnini                                                                   | 48"87    | Pieter van den Hoogenband                                              | 49"33    | Christian Galenda                                                    | 49"55    |
| 200 m                | Pieter van den Hoogenband                                                         | 1'47"05  | Andreij Kapralov                                                       | 1'48"28  | Massimiliano Rosolino Filippo Magnini                                | 1'48"69  |
| 400 m                | Emiliano Brembilla                                                                | 3'49"14  | Jurij Prilukov                                                         | 3'49"51  | Dragoș Coman                                                         | 3'49"52  |
| 1500 m               | Jurij Prilukov                                                                    | 15'04"35 | Ihor Červynskyj                                                        | 15'11"94 | Dragoș Coman                                                         | 15'15"42 |
| Dorso                |                                                                                   |          |                                                                        |          |                                                                      |          |
| 50 m                 | Stev Theloke                                                                      | 25"61    | Darius Grigalionis                                                     | 25"67    | David Ortega                                                         | 25"69    |
| 100 m                | László Cseh                                                                       | 55"26    | Markus Rogan                                                           | 55"27    | Stev Theloke                                                         | 55"39    |
| 200 m                | Markus Rogan                                                                      | 1'57"58  | Răzvan Florea                                                          | 1'58"00  | Simon Dufour                                                         | 1'58"54  |
| Rana                 |                                                                                   |          |                                                                        |          |                                                                      |          |
| 50 m                 | Oleh Lisohor                                                                      | 27"55    | Hugues Duboscq                                                         | 28"23    | Matjaz Markić                                                        | 28"24    |
| 100 m                | Oleh Lisohor                                                                      | 1'01"13  | Hugues Duboscq                                                         | 1'01"25  | Richard Bodor                                                        | 1'01"54  |
| 200 m                | Paolo Bossini                                                                     | 2'11"73  | Dmitrij Komornikov                                                     | 2'12"02  | Richard Bodor                                                        | 2'13"27  |
| Delfino              |                                                                                   |          |                                                                        |          |                                                                      |          |
| 50 m                 | Serhij Breus                                                                      | 24"02    | Nikolaj Skvorcov                                                       | 24"05    | Andrij Serdinov                                                      | 24"16    |
| 100 m                | Andrij Serdinov                                                                   | 52"31    | Franck Esposito                                                        | 52"65    | Nikolaj Skvorcov                                                     | 52"75    |
| 200 m                | Denys Sylant'jev                                                                  | 1'56"71  | Ștefan Gherghel                                                        | 1'56"82  | Anatolij Poljakov                                                    | 1'57"45  |
| Misti                |                                                                                   |          |                                                                        |          |                                                                      |          |
| 200 m                | Markus Rogan                                                                      | 1'59"79  | Jani Sievinen                                                          | 2'00"43  | Massimiliano Rosolino                                                | 2'00"53  |
| 400 m                | László Cseh                                                                       | 4'12"86  | Luca Marin                                                             | 4'14"31  | Alessio Boggiatto                                                    | 4'14"32  |
| Staffette            |                                                                                   |          |                                                                        |          |                                                                      |          |
| 4x100 m stile libero | Italia Lorenzo Vismara Christian Galenda Giacomo Vassanelli Filippo Magnini       | 3'15"66  | Russia Andreij Kapralov Evgenij Lagunov Ivan Usov Denis Pimankov       | 3'17"00  | Francia Amaury Leveaux Germain Cayette Julien Sicot Fabien Gilot     | 3'18"10  |
| 4x200 m stile libero | Italia Emiliano Brembilla Matteo Pelliciari Massimiliano Rosolino Filippo Magnini | 7'11"93  | Russia Maksim Kuznecov Evgenij Natsvin Andreij Kapralov Jurij Prilukov | 7'16"95  | Francia Fabien Horth Nicolas Kintz Nicolas Rostoucher Amaury Leveaux | 7'19"00  |
| 4x100 m misti        | Ucraina Volodymyr Nikolajčuk Oleh Lisohor Andrij Serdinov Jurij Yegoshyn          | 3'37"14  | Francia Simon Dufour Hugues Duboscq Franck Esposito Julien Sicot       | 3'37"77  | Ungheria László Cseh Richard Bodor Zsolt Gáspár Attila Zubor         | 3'37"86  |

### Donne
| Evento               | Oro                                                                 | Perform. | Argento                                                                   | Perform. | Bronzo                                                                     | Perform. |
| Stile libero         |                                                                     |          |                                                                           |          |                                                                            |          |
| 50 m                 | Therese Alshammar                                                   | 25"12    | Svjatlana Chachlova                                                       | 25"20    | Sandra Völker                                                              | 25"24    |
| 100 m                | Malia Metella                                                       | 54"46    | Marleen Veldhuis                                                          | 54"86    | Nery-Madey Niangkouara                                                     | 55"05    |
| 200 m                | Camelia Potec                                                       | 1'58"20  | Solenne Figuès                                                            | 1'58"30  | Josefin Lillhage                                                           | 1'59"45  |
| 400 m                | Laure Manaudou                                                      | 4'07"90  | Camelia Potec                                                             | 4'09"31  | Jana Kločkova                                                              | 4'10"53  |
| 800 m                | Erika Villaécija                                                    | 8'31"26  | Anja Carman                                                               | 8'37"10  | Camelia Potec                                                              | 8'37"56  |
| Dorso                |                                                                     |          |                                                                           |          |                                                                            |          |
| 50 m                 | Ilona Hlaváčková                                                    | 29"00    | Nina Živanevskaja                                                         | 29"03    | Alessandra Cappa                                                           | 29"28    |
| 100 m                | Laure Manaudou                                                      | 1'00"93  | Stanislava Komarova                                                       | 1'01"89  | Nina Živanevskaja                                                          | 1'02"38  |
| 200 m                | Stanislava Komarova                                                 | 2'10"97  | Anja Carman                                                               | 2'13"12  | Sanja Jovanović                                                            | 2'13"95  |
| Rana                 |                                                                     |          |                                                                           |          |                                                                            |          |
| 50 m                 | Maria Östling                                                       | 31"68    | Elena Bogomazova                                                          | 31"90    | Majken Thorup                                                              | 32"05    |
| 100 m                | Svitlana Bondarenko                                                 | 1'09"23  | Elena Bogomazova                                                          | 1'09"37  | Mirna Jukić                                                                | 1'09"41  |
| 200 m                | Mirna Jukić                                                         | 2'27"25  | Alenka Kejžar                                                             | 2'29"71  | Elena Bogomazova                                                           | 2'29"77  |
| Delfino              |                                                                     |          |                                                                           |          |                                                                            |          |
| 50 m                 | Natalia Soutiaguina                                                 | 27"04    | Martina Moravcová                                                         | 27"09    | Chantal Groot                                                              | 27"11    |
| 100 m                | Martina Moravcová                                                   | 58"05    | Malia Metella                                                             | 58"78    | Otylia Jędrzejczak                                                         | 58"85    |
| 200 m                | Otylia Jędrzejczak                                                  | 2'06"47  | Paola Cavallino                                                           | 2'09"27  | Mette Jacobsen                                                             | 2'09"43  |
| Misti                |                                                                     |          |                                                                           |          |                                                                            |          |
| 200 m                | Jana Kločkova                                                       | 2'12"56  | Hanna Shcherba                                                            | 2'15"03  | Beatrice Căslaru                                                           | 2'15"70  |
| 400 m                | Jana Kločkova                                                       | 4'38"52  | Éva Risztov                                                               | 4'40"34  | Anja Klinar                                                                | 4'46"05  |
| Staffette            |                                                                     |          |                                                                           |          |                                                                            |          |
| 4x100 m stile libero | Francia Solenne Figuès Celine Couderc Aurore Mongel Malia Metella   | 3'40"67  | Paesi Bassi Chantal Groot Inge Dekker Annabel Kosten Marleen Veldhuis     | 3'41"39  | Svezia Johanna Sjöberg Gabriella Fagundez Cathrin Carlzon Josefin Lillhage | 3'43"54  |
| 4x200 m stile libero | Spagna Tatiana Rouba Melissa Caballero Laura Roca Erika Villaécija  | 8'03"41  | Francia Celine Couderc Katarin Quelennec Elsa N'Guessan Solenne Figuès    | 8'06"04  | Romania Camelia Potec Larisa Lăcustă Beatrice Căslaru Simona Păduraru      | 8'06"26  |
| 4x100 m misti        | Francia Laure Manaudou Laurie Thomassin Aurore Mongel Malia Metella | 4'05"96  | Ucraina Iryna Amshennikova Svitlana Bondarenko Jana Kločkova Olha Mukomol | 4'06"35  | Paesi Bassi Stefanie Luiken Madelon Baans Chantal Groot Marleen Veldhuis   | 4'07"41  |

## Tuffi

### Uomini
| Evento              | Oro                                    | Perform. | Argento                                  | Perform. | Bronzo                                | Perform.      |
| Tuffi individuali   |                                        |          |                                          |          |                                       |               |
| Trampolino 1m       | Joona Puhakka                          | 430.86   | Nicola Marconi                           | 392.25   | Tobias Schellenberg                   | 389.07        |
| Trampolino 3 m      | Andreas Wels                           | 695.76   | Joona Puhakka                            | 676.80   | Vasilij Lisovskij                     | 668.28        |
| Piattaforma 10 m    | Anton Zacharov                         | 186.51   | Heiko Meyer                              | 184.26   | Roman Volod'kov                       | 180.99        |
| Tuffi sincronizzati |                                        |          |                                          |          |                                       |               |
| Trampolino 3 m      | Italia Nicola Marconi Tommaso Marconi  | 322.50   | Russia Sergeij Anikin Vasilij Lisovskij  | 321.90   | Ucraina Dmytro Lysenko Jurij Shlyakov | 321.24        |
| Piattaforma 10 m    | Ucraina Roman Volod'kov Anton Zacharov | 354.72   | Germania Tony Adam Heiko Meyer           | 345.78   | Non assegnato                         | Non assegnato |
| Piattaforma 10 m    | Ucraina Roman Volod'kov Anton Zacharov | 354.72   | Russia Oleg Vikulov Konstantin Chanbekov | 345.78   | Non assegnato                         | Non assegnato |

### Donne
| Evento              | Oro                                   | Perform. | Argento                                    | Perform. | Bronzo                                    | Perform. |
| Tuffi individuali   |                                       |          |                                            |          |                                           |          |
| Trampolino 1m       | Heike Fischer                         | 289.26   | Natal'ja Umyskova                          | 285.45   | Tania Cagnotto                            | 283.95   |
| Trampolino 3 m      | Julija Pachalina                      | 575.94   | Vera Il'ina                                | 573.99   | Olena Fedorova                            | 524.31   |
| Piattaforma 10 m    | Tania Cagnotto                        | 538.56   | Olena Župina                               | 507.45   | Valentina Marocchi                        | 504.93   |
| Tuffi sincronizzati |                                       |          |                                            |          |                                           |          |
| Trampolino 3 m      | Russia Vera Il'ina Julija Pachalina   | 337.38   | Germania Ditte Kotzian Conny Schmalfuss    | 302.64   | Ucraina Olena Fedorova Kristina Iščenko   | 289.59   |
| Piattaforma 10 m    | Germania Annett Gamm Nora Subschinski | 303.72   | Spagna Dolores Saez de Ibarra Leire Santos | 294.60   | Italia Brenda Spaziani Valentina Marocchi | 294.06   |

## Nuoto sincronizzato
| Evento              | Oro | Perform. | Argento | Perform. | Bronzo | Perform. |
| Solo                | Virginie Dedieu | 99.600   | Natalija Iščenko | 97.800   | Gemma Mengual | 97.300   |
| Duo                 | Russia Anastasija Davydova Anastasija Ermakova | 99.500   | Spagna Gemma Mengual Paola Tirados | 97.600   | Francia Virginie Dedieu Laure Thibaud | 96.300   |
| Squadra             | Russia Ol'ga Brusnikina Anastasija Davydova Anastasija Ermakova Marija Gromova Elvira Chasjanova Marija Kiselëva Ol'ga Novokšenova Anna Šorina Natalija Iščenko | 99.300   | Spagna Ana Montero Raquel Corral Andrea Fuentes Tina Fuentes Alicia Sanz Gisela Moron Irina Rodriguez Ione Serrano                                                          | 97.900   | Italia Monica Cirulli Costanza Fiorentini Joey Paccagnella Elisa Plaisant Beatrice Spaziani Federica Stefanelli Lorena Zaffalon Laura Zanazza                                                   | 96.400   |
| Combinato a squadre | Spagna Raquel Corral Andrea Fuentes Tina Fuentes Gemma Mengual Ana Montero Gisela Moron Irina Rodriguez Alicia Sanz Ione Serrano Paola Tirados                  | 97.900   | Italia Monica Cirulli Costanza Fiorentini Francesca Gangemi Joey Paccagnella Elisa Plaisant Sara Savoia Beatrice Spaziani Federica Stefanelli Lorena Zaffalon Laura Zanazza | 95.500   | Grecia Maria Christodoulou Eleftheria Ftouli Eleni Georgiou Efrosyni Gouda Apostolia Ioannou Eirini Iordanopoulou Evgenia Koutsoudi Evanthia Makrygianni Olga Pelekanou Christina Thalassinidou | 94.200   |